# Stlengis distoechus
Stlengis distoechus är en fiskart som beskrevs av Bolin, 1936. Stlengis distoechus ingår i släktet Stlengis och familjen simpor. Inga underarter finns listade i Catalogue of Life.